# Judicael Berengar
Judicael Berengar (voor 896 - na 965) was graaf van Rennes. Judicael Berengar wordt in Bretonse bronnen "Juhel" (verlatijnst is dat Judicael) genoemd en in Frankische bronnen "Berengar" genoemd. Soms komen de namen gecombineerd voor en het is zeker dat het dezelfde persoon betreft.
Judicael Berengar werd in 922 graaf van Rennes en huldigde koning Robert van Frankrijk. Hij vocht in 931 aan Bretonse zijde tegen de heerschappij van de Vikingen van de Loire. Toen Willem I van Normandië het Bretonse verzet onderdrukte en Bretagne van hem afhankelijk werd, behield Judicael Berengar zijn positie. Het feit dat Willem zijn neef was zal daar ook een rol in hebben gespeeld. Judicael Berengar  deed in 931 een schenking aan de abdij van Redon (plaats). In 939 vocht hij met hertog Alan II van Bretagne in de slag bij Trans (in het huidige departement Mayenne) weer tegen de Vikingen van de Loire. Vijf jaar later, in 944 was hij echter in conflict met Alan II. Hier maakten de Vikingen gebruik van door Bretagne te plunderen. Na de dood van Alan II van Bretagne werd hij een vazal van Theobald I van Blois en bestuurde voor hem het oostelijk deel van Bretagne. Rond 960 was hij zo door ouderdom verzwakt dat hij onder voogdij van de aartsbisschop van Dol-de-Bretagne werd geplaatst.
Judicael Berengar was getrouwd met Gerberga, zij kregen de volgende kinderen:
- Conan I van Bretagne
- Meen (ovl. - 1020), heer van Fougères
- Enoguen, gehuwd met Tristan, heer van Vitré (Ille-et-Vilaine)

Zowel Vitré (Ille-et-Vilaine), als Fougères waren belangrijke vestingen aan de grens van Bretagne.